# バレンシアCFの選手一覧
バレンシアCFの選手一覧は、バレンシアCFに所属した経験のある選手の一覧。

## 歴代所属選手

### GK
| - ホセ・マヌエル・オチョトレーナ 1988-1992 - アンドニ・スビサレッタ 1994-1998 - サンティアゴ・カニサレス 1998-2008 - アンドレス・パロップ 1998-2005 - フアン・ルイス・モラ 2005-2008 | - ティモ・ヒルデブラント 2007-2008.11 - レナン 2008-2009 - ビセンテ・グアイタ 2008-2014 - セサル・サンチェス・ドミンゲス 2009.1-2011 - ミゲル・アンヘル・モジャ 2009-2012 | - ジエゴ・アウヴェス 2011-2017 - ジャウメ・ドメネク 2015- - マシュー・ライアン 2015-2017 - ネト 2017-2019 - ヤスパー・シレッセン 2019- |

### DF
- ホセ・リバス
- ビセンテ・アセンシ 1940-1955
- アントニオ・プチャデス 1946-1958
- フアン・ソル 1965-1975, 1979-1981
- ペップ・クララムント 1966-1978
- ミゲル・テンディーリョ 1979-1986
- キケ・サンチェス・フローレス 1984-1994
- パコ・カマラサ 1987-2000
- ハビ・ナバーロ 1993-1994, 1995-2000
- ビセンテ・エンゴンガ 1994-1997
- エンリケ・ロメロ 1994-1997
- ホルヘ・オテロ 1994-1997
- イバン・カンポ 1995-1997
- フアンフラン 1997-1999
- ジョスリン・アングロマ 1997-2002
- アメデオ・カルボーニ 1997-2006
- ミロスラヴ・ジュキッチ 1997-2003
- ガブリエル・ポペスク 1998-2000
- ヨアキム・ビョルクルンド 1998-2002
- マウリシオ・ペジェグリーノ 1999-2005
- ヘラルド・ガルシア・レオン 1999-2000
- ロベルト・アジャラ 2000-2007
- ファビオ・アウレリオ 2000-2006
- カルロス・マルチェナ 2001-2010
- ダビド・ナバーロ 2001-2007, 2009-2011
- クーロ・トーレス 1999-2009
- マルコ・カネイラ 2004-2006
- ラウール・アルビオル 2004-2009
- エミリアーノ・モレッティ 2004-2009
- ミゲル・モンテイロ 2005-2012
- アシエル・デル・オルノ 2006-2008
- イバン・エルゲラ 2007-2008.12
- アンヘル・デアルベルト 2009-2012
- ブルーノ 2009-2012
- ジェレミー・マテュー 2009-2014
- アディル・ラミ 2011-2014
- アントニオ・バラガン 2011-2016
- ホセ・ルイス・ガヤ 2013-
- フィリップ・センデロス 2014
- シュコドラン・ムスタフィ 2014-2016
- ニコラス・オタメンディ 2014-2015
- ジョアン・カンセロ 2014-2018
- エリアカン・マンガラ 2016-2017
- マルティン・モントーヤ 2016-2018
- アイメン・アブデヌール 2015-2019
- エセキエル・ガライ 2016-2020
- ラト 2016-2023
- ガブリエウ・パウリスタ 2017-
- ジェイソン・ムリージョ 2017-2020
- ファクンド・ロンカリア 2019
- エセキエル・ガライ 2016-2020
- クリスティアーノ・ピッチーニ 2018-2022
- クリスティアン・モスケラ 2021-

### MF
- アントニオ・プチャデス 1946-1958
- パキート 1963-1972
- クルト・ヤーラ 1973-1975
- エンリケ・サウラ 1975-1985
- フランク・アルネセン 1981-1983
- フェルナンド・ゴメス 1983-1998
- レオナルド 1991-1993
- ガイスカ・メンディエタ 1992-2001
- マジーニョ 1994-1996
- ビセンテ・エンゴンガ 1994-1997
- ホセ・イグナシオ 1995-1997
- ヴァレリー・カルピン 1996-1997
- ダビド・アルベルダ 1997-2013
- アリエル・オルテガ 1997-1998
- ジェラール・ロペス 1997-2000
- フランシスコ・ファリノス 1997-2000
- ルイス・ミジャ 1997-2001
- デニス・シェルバン 1998-2001
- キリ・ゴンサレス 1999-2003
- ズラトコ・ザホヴィッチ 2000-2001
- ディディエ・デシャン 2000-2001
- ルベン・バラハ 2000-2010
- ビセンテ・ロドリゲス 2000-2011
- パブロ・アイマール 2001-2006
- フランシスコ・ルフェテ 2001-2006
- シシ 2001-2008
- ファビアン・カノッビオ 2003-2004
- ホルヘ・ロペス・モンターニャ 2003-2004, 2005-2007
- モハメド・シソッコ 2003-2005
- ダビド・シルバ 2003-2010
- パブロ・エルナンデス 2004-2007, 2008-2012
- シスコ 2004-2005
- ステファノ・フィオーレ 2004-2005
- マリオ・レゲイロ 2005-2007
- ファビアン・エストヤノフ 2005-2008
- ウーゴ・ヴィアナ 2005-2010
- エドゥ 2005-2009
- ジョルディ・アルバ 2007-2012
- ステファン・サンデー 2007-2011
- ヘドヴィヘス・マドゥロ 2008-2012
- エベル・バネガ 2008-2014
- イスコ 2010-2011
- ソフィアン・フェグリ 2010-2016
- ダニ・パレホ 2011-2020
- セルヒオ・カナレス 2012-2014.1
- アンドレス・グアルダード 2012-2015
- フェデ・カルタビア 2013-2016
- セイドゥ・ケイタ 2014
- アンドレ・ゴメス 2014-2016
- エンソ・ペレス 2015-2017
- マリオ・スアレス 2016-2017
- デニス・チェリシェフ 2016, 2018-
- ナニ 2016-2018
- アルバロ・メドラン 2016-2019
- カルロス・ソレール 2016-2022
- ジョフレイ・コンドグビア 2017-2020
- ゴンサロ・ゲデス 2017-2018, 2018-
- アンドレアス・ペレイラ 2017-2018
- フェラン・トーレス 2017-2020
- フランシス・コクラン 2018-2020
- ウロシュ・ラチッチ 2018-
- ダニエル・ヴァス 2018-
- イ・ガンイン 2018-2021
- ユヌス・ムサ 2020-

### FW
| - ムンド 1939-1950 - マヌエル・バデネス 1950-1956 - ワウド・マシャド 1961-1970 - サリフ・ケイタ 1974-1976 - マリオ・ケンペス 1976-1981, 1982-1984 - フアン・サンチェス 1992-1994, 1999-2004 - プレドラグ・ミヤトヴィッチ 1993-1996 - オレグ・サレンコ 1994-1995 - クラウディオ・ロペス 1996-2000 - ゴラン・ヴラオヴィッチ 1996-2000 - ミゲル・アンヘル・アングロ 1997-2009 - ロマーリオ 1997-1999 - クリスティアーノ・ルカレッリ 1998-1999 - アドリアン・イリエ 1999-2002 - ヨン・カリュー 2000-2003 | - ミスタ 2001-2006 - リカルド・オリベイラ 2003-2004 - ベルナルド・コッラーディ 2004-2005 - マルコ・ディ・ヴァイオ 2004-2006 - パトリック・クライファート 2005-2006 - ダビド・ビジャ 2005-2010 - フェルナンド・モリエンテス 2006-2009 - ニコラ・ジギッチ 2007-2008, 2009-2010 - ハビエル・アリスメンディ 2007-2008 - フアン・マタ 2007-2011 - ロベルト・ソルダード 2010-2013 - パコ・アルカセル 2010-2016 - パブロ・ピアッティ 2011-2017 | - ジョナス・ゴンサウヴェス 2011-2014 - エルデル・ポスティガ 2013-2014 - エドゥアルド・バルガス 2014 - アルバロ・ネグレド 2014-2017 - ロドリゴ・モレノ 2014-2020 - ザカリア・バカリ 2015-2018 - サンティ・ミナ 2015-2019 - ムニル・エル・ハダディ 2016-2017 - シモーネ・ザザ 2017-2019 - ルシアーノ・ビエット 2018 - ケヴィン・ガメイロ 2018-2021 - ミシー・バチュアイ 2018-2019 - マキシ・ゴメス 2019- |